# Исла-Контой
Исла-Контой — небольшой остров в мексиканском штате Кинтана-Роо, расположенный примерно в 30 км к северу от Мухереса. Протяженность острова составляет всего 8,5 км, а площадь — 3,17 км².

## Экология
С 1961 г остров находится под охраной мексиканского правительства, а в феврале 1998 г. был объявлен национальным парком. Остров находится под совместным управлением неправительственной организации «Amigos de Isla Contoy A.C.», расположенной на острове Мухерес, и Министерства охраны окружающей среды, природных ресурсов и рыболовства (SEMARNAT).
На острове и вблизи него разрешен контролируемый экотуризм и регулируемый промышленный лов рыбы. Только несколько туристических компаний имеют разрешение привозить на остров не более 200 посетителей в день. Для посещения острова туристам необходимо обратиться за разрешением в офисы парка в Мухересе или Канкуне.
На пляжах острова находят убежище для гнездования четыре вида черепах: логгерхед, зелёная черепаха, бисса и кожистая черепаха. Заповедник также является местом обитания примерно 152 тропических морских птиц, таких как фрегаты, американские бурые пеликаны и ушастые бакланы.